# NV/S-17
NV/S-17 — белорусский ночной оптический прицел, предназначенный для наблюдения за полем боя и ведения прицельной стрельбы из легкого автоматического оружия в условиях плохой освещенности. Разработан и производится минским предприятием «БелОМО».

## Конструкция
Прицел монтируется на стандартное для российского стрелкового оружия боковое крепление «ласточкин хвост». Допускается установка на следующие модели оружия: автоматы АК всех модификации, автоматы АКС-74УН, пистолеты-пулеметы «Бизон-2», ручные пулемёты РПКН, единые пулеметы ПКН, ПКМН и другие.
В конструкции прицела используется электронно-оптический преобразователь поколения II+ или III (по выбору заказчика), кроме этого предусмотрены дальномерная сетка, механизмы выверки, система автоматической регулировки яркости и автоматическая защита от засветки. Для предотвращения запотевания оптических поверхностей при резких перепадах температуры окружающей среды, корпус прицела загерметизирован и заполнен сухим азотом.

## Tактико-технические характеристики серии
Увеличение, крат — 3,5
Угловое поле зрения, град. — 12
Относительное отверстие объектива — 1:1,5
Удаление выходного зрачка, мм — 35
Диаметр выходного зрачка, мм — 7
Элементы питания — элемент литиевый "Блик-2" ИЛЕВ 563123.010 ТУ (CR123A)
Напряжение питания, В — 3
Потребляемый ток, мА — не более 40
Масса, грамм — 1 200
Габаритные размеры, мм — 215х86х180
Температурный диапазон применения — -30°C / +45°C при влажности воздуха до 98%.